# 中国人民解放军南部战区

南部战区地域：广东省、广西壮族自治区、海南省、云南省、湖南省、贵州省、香港特别行政区、澳门特别行政区

中国人民解放军南部战区是中国人民解放军五大战区之一，领导和指挥广东省、广西壮族自治区、海南省、云南省、湖南省、贵州省、香港特別行政區、澳门特別行政區等8个省级行政区的武装力量。战区机关驻广州市。战略方向是南中國海及其周边地区，如南海諸島、东南亚等。

## 沿革
2016年2月1日，中国人民解放军战区成立大会在北京八一大楼举行。中共中央总书记、国家主席、中央军委主席习近平向东部战区、南部战区、西部战区、北部战区、中部战区授予军旗并发布训令。中共中央政治局委员、中央军委副主席范长龙在大会上宣读了习近平主席签发的中央军委关于组建战区机关及其领导班子成员任职命令和决定，大会由中共中央政治局委员、中央军委副主席许其亮主持。

## 编制
2016年改革后，中国人民解放军南部战区设置下列机构：

### 职能部门
- 联合参谋部
- 政治工作部

### 战区军种机关
- 南部战区陆军（机关驻南宁市）[2]
- 南部战区海军（机关驻湛江市）
- 南部战区空军（机关驻广州市）

### 驻特别行政区部队
- 驻香港部队（驻香港特别行政区和深圳市）
- 驻澳门部队（驻澳门特别行政区和珠海市）

## 历任领导
| 1. 王教成 上将（2016年1月—2017年1月） 2. 袁誉柏 海军上将（2017年1月—2021年6月） 3. 王秀斌 上将（2021年6月—2024年7月） 4. 吴亚男 上将（2024年7月—） | 1. 魏 亮 上将（2016年1月—2018年4月） 2. 王建武 上将（2018年12月—2023年12月） 3. 王文全 上将（2023年12月—） |

| - 魏 钢 海军少将（2016年1月—2017年1月，兼南部战区参谋长） - 陈照海 中将（2016年1月—2017年12月，2017年1月起兼战区参谋长） - 常丁求 空军少将（2016年1月—2017年12月） - 刘小午 中将（2016年1月—2017年1月，兼南部战区陆军司令员） - 沈金龙 海军中将（2016年1月—2017年1月，兼南部战区海军司令员） - 徐安祥 空军中将（2016年1月—2017年12月，兼南部战区空军司令员） - 王 海 海军中将（2017年1月—2023年2月，兼南部战区海军司令员） - 董 军 海军中将（2017年1月—2021年3月） - 张 践 中将（2017年8月—2023年5月，兼南部战区陆军司令员） - 周 利 空军中将（2017年12月—2023年3月，兼南部战区空军司令员） - 刘亚永 中将（2018年4月—2022年，兼参谋长） - 贾志刚 空军中将（2017年12月—2021年3月） - 杨志斌 空军中将（2021年3月—2023年3月） - 刘子柱 海军中将（2021年6月—） - 贾建成 中将（2022年5月—，兼参谋长） - 鞠新春 海军中将（2023年2月—2024年3月，兼南部战区海军司令员） - 魏文徽 海军中将（2023年3月—） - 乔相记 空军中将（2023年3月—，兼南部战区空军司令员） - 胡中强 陆军中将（2023年5月—，兼南部战区陆军司令员） - 李鹏程 海军中将（2024年3月—2024年11月，兼南部战区海军司令员） | - 杨玉文 中将（2016年1月—2017年11月，兼南部战区政治工作部主任） - 白 吕 中将（2016年1月—2020年12月，兼南部战区陆军政治委员） - 刘明利 海军中将（2016年1月—2019年12月，兼南部战区海军政治委员） - 安兆庆 空军中将（2016年1月—2017年1月，兼南部战区空军政治委员） - 徐西盛 空军中将（2017年1月—2023年7月，兼南部战区空军政治委员） - 岳世鑫 中将（2017年12月—2018年） - 姚永良 中将（2017年12月—，兼南部战区政治工作部主任） - 杨志亮 海军中将（2019年12月—，兼南部战区海军政治委员） - 王东海 中将（2021年3月—2021年12月，兼南部战区陆军政治委员） - 方永祥 中将（2021年12月—，兼南部战区陆军政治委员） |

中央军事委员会纪律检查委员会驻南部战区纪检组组长
- 呙中安 少将（2016年—）[29][30]